# Otto Andersson (piłkarz)
Otto August Andersson (ur. 7 maja 1910 w Ed, zm. 11 sierpnia 1977 w Surte) – szwedzki piłkarz, reprezentant kraju grający na pozycji obrońcy.

## Kariera piłkarska
Swoją karierę piłkarską przypadającą na okres od 1931 do 1937 spędził w klubie Örgryte IS. 
10 czerwca 1932 zadebiutował w reprezentacji w meczu przeciwko reprezentacji Finlandii, wygranym 3:1. József Nagy, ówczesny selekcjoner reprezentacji Szwecji powołał Anderssona na Mistrzostwa Świata 1934. Razem z ekipą osiągnął na włoskim turnieju ćwierćfinał. Andersson podczas turnieju ani razu nie pojawił się na boisku.
Po raz ostatni w reprezentacji zagrał 4 sierpnia 1936 w przegranym 2:3 spotkaniu z Japonią, rozgrywanym w ramach IO 1936 w Berlinie. Łącznie Otto Andersson w latach 1932–1936 zagrał w 15 spotkaniach reprezentacji Szwecji.
| Mecze i gole w reprezentacji | Mecze i gole w reprezentacji | Mecze i gole w reprezentacji | Mecze i gole w reprezentacji | Mecze i gole w reprezentacji | Mecze i gole w reprezentacji | Mecze i gole w reprezentacji |
| #                            | Data                         | Miasto                       | Przeciwnik                   | Gol                          | Wynik                        | Rozgrywki                    |
| ---------------------------- | ---------------------------- | ---------------------------- | ---------------------------- | ---------------------------- | ---------------------------- | ---------------------------- |
| 1.                           | 01.07.1932                   | Helsinki                     | Finlandia                    |                              | 3:1                          | Mistrzostwa Nordyckie        |
| 2.                           | 10.07.1932                   | Warszawa                     | Polska                       |                              | 0:2                          | towarzyski                   |
| 3.                           | 13.07.1932                   | Ryga                         | Łotwa                        |                              | 0:0                          | towarzyski                   |
| 4.                           | 15.07.1932                   | Tallin                       | Estonia                      |                              | 3:1                          | towarzyski                   |
| 5.                           | 25.09.1932                   | Norymberga                   | Niemcy                       |                              | 3:4                          | towarzyski                   |
| 6.                           | 11.06.1933                   | Sztokholm                    | Estonia                      |                              | 6:2                          | El. MŚ 1934                  |
| 7.                           | 18.06.1933                   | Sztokholm                    | Dania                        |                              | 2:3                          | Mistrzostwa Nordyckie        |
| 8.                           | 29.06.1933                   | Kowno                        | Litwa                        |                              | 2:0                          | El. MŚ 1934                  |
| 9.                           | 04.07.1933                   | Ryga                         | Łotwa                        |                              | 1:1                          | towarzyski                   |
| 10.                          | 23.09.1934                   | Sztokholm                    | Łotwa                        |                              | 3:1                          | towarzyski                   |
| 11.                          | 14.06.1936                   | Kopenhaga                    | Dania                        |                              | 3:4                          | Mistrzostwa Nordyckie        |
| 12.                          | 21.06.1936                   | Sztokholm                    | Szwajcaria                   |                              | 5:2                          | towarzyski                   |
| 13.                          | 05.07.1936                   | Göteborg                     | Norwegia                     |                              | 2:0                          | Mistrzostwa Nordyckie        |
| 14.                          | 26.07.1936                   | Sztokholm                    | Norwegia                     |                              | 3:4                          | towarzyski                   |
| 15.                          | 04.08.1936                   | Berlin                       | Japonia                      |                              | 2:3                          | IO 1936                      |

## Sukcesy
Örgryte IS
- Wicemistrzostwo Allsvenskan (1): 1931/1932